# مانويل فيشر
مانويل فيشر (بالألمانية: Manuel Fischer)‏ (19 سبتمبر 1989 آلن ألمانيا - ) هو لاعب كرة قدم ألماني يلعب كمهاجم.

## روابط خارجية
- مانويل فيشر على موقع قاعدة بيانات كرة القدم.إي يو (الإنجليزية)
- مانويل فيشر على موقع بيانات كرة القدم. دي إي (الألمانية)
- مانويل فيشر على موقع Soccerway.com (الإنجليزية)
- مانويل فيشر على موقع عالم كرة القدم.نت (الإنجليزية)